# Парад Победы (фильм)
«Пара́д Побе́ды» — советский документальный фильм о Параде Победы, состоявшемся 24 июня 1945 года на Красной площади в Москве. На основе хроникальных кадров были выпущены две версии: полнометражная чёрно-белая, а также короткая цветная.
Премьера полнометражного фильма состоялась 16 июля 1945 года, короткой версии — 24 августа 1945 года.

## Хронология
1 часть
Общий вид Красной площади (сверху). Выстроенные на Красной площади войсковые части. Фонтан на Лобном месте. Гости заполняют трибуны. Идёт патриарх Алексий I в сопровождении митрополитов. Проходят генералы Ротмистров П. А., Вышинский А. Я.. Василевский А. М., Конев И. С. и другие советские военачальники направляются к выстроенным рядами войскам. Общий вид Красной площади перед началом парада. Маршал Мерецков К. А. во главе сводного полка Карельского фронта. Маршал Говоров Л. А. во главе сводного полка Ленинградского фронта. Лица участников парада. Генерал армии Баграмян И. Х. во главе сводного полка 1-го Прибалтийского фронта. Генерал во главе строя танкистов. Маршал Василевский. Участники парада. Генерал-полковник Батов П. И. во главе сводного полка 2-го Белорусского фронта. Сводный полк 1-го Белорусского фронта. Генерал-полковник Чуйков В. И. Маршал Конев во главе сводного полка 1-го Украинского фронта. Покрышкин А. И. с полковым штандартом. Лётчик Глинка Д. Б. Маршал танковых войск Рыбалко П. С. с танкистами. Генерал армии Ерёменко А. И. во главе сводного полка 4-го Украинского фронта. Маршал Малиновский Р. Я. во главе сводного полка 2-го Украинского фронта. Офицеры у штандарта сводного полка 3-го Украинского фронта, маршал Толбухин Ф. И. Сводный полк Военно-морского флота с вице-адмиралом Фадеевым В. Г. во главе. Шеренги участников парада. Личный штандарт Гитлера, склонённый к брусчатке. Трофейные знамёна.
Часы на Спасской башне (9 ч 55 мин). Молотов В. М., Ворошилов К. Е., Микоян А. И., Вознесенский Н. А., Калинин М. И., Жданов А. А., Андреев А. А. направляются на Красную площадь. Идёт И. В. Сталин. Люди на гостевых трибунах. Руководители СССР поднимаются на трибуну мавзолея. Гостевые трибуны аплодируют. Сталин поднимает руку в приветственном жесте. Сталин и Будённый. Молотов, Хрущёв, Шверник, Шкирятов, Андреев, Каганович, Жданов, Булганин, Кузнецов, Тимошенко на трибуне мавзолея.
2 часть
Общий вид войск на Манежной и Красной площади. Командующий парадом маршал Рокоссовский К. К. верхом на коне. Часы на Спасской башне показывают 10.00. Из ворот Спасской башни верхом выезжает маршал Жуков Г. К., принимает рапорт от Рокоссовского, начинает объезд войск. Сталин и Будённый на трибуне мавзолея. Объезжая войска, Жуков здоровается с каждым сводным полком. Жуков выезжает на Манежную площадь. Строй Московского гарнизона. Жуков и Рокоссовский объезжают войска. Строй мотоциклетных частей. Жуков спешивается, проходит к мавзолею. Военные на боковой трибуне. Жуков у микрофона на трибуне, рядом Маленков, Калинин, Берия. Трубят горнисты.
Жуков выступает с речью (синхронно). Люди на гостевых трибунах слушают. Вид Красной площади с войсками. Рокоссовский верхом на коне. Участники парада слушают. Общий вид мавзолея и гостевых трибун.
3 часть
Войска перед мавзолеем. Сталин, Буденный, Ворошилов. Калинин слушают речь Жукова. Общие вид Красной и Манежной площади с войсками и боевой техникой. Сталин на трибуне мавзолея. Офицеры со знаменами боевых частей. Знаменосцы боевых частей, знаменный взвод суворовского училища. Буденный, Ворошилов, Калинин на трибуне мавзолея. Адмирал Фадеев во главе сводного полка военно-морского флота. Жуков продолжает выступление. Сталин слушает Жукова, рядом Маленков и Берия. Трибуна мавзолея во время исполнения гимна СССР, артиллерийский салют. Рокоссовский верхом на коне, держа руку у козырька фуражки, генералы и офицеры держат руки у козырьков фуражек. Общие виды Красной площади перед началом парада. Боевая техника в строю на улице Горького. Экипажи артиллерийских установок по стойке «смирно» на броне своих машин. Молотов, Сталин, Будённый, Ворошилов во время исполнения гимна СССР.
4 часть
Люди под зонтами на гостевых трибунах. Барабанщики военно-музыкального училища открывают парад. Маршал Рокоссовский скачет верхом мимо мавзолея. Молотов, Сталин, Будённый, Ворошилов приветствуют проходящие войска. Люди на гостевых трибунах аплодируют. Маршал Мерецков идёт во главе сводного полка Карельского фронта. Проходит сводный полк 3-го Белорусского фронта. Молотов, Сталин, Будённый приветствуют войска с трибуны. Сводный полк Ленинградского фронта во главе с маршалом Говоровым. Под аплодисменты идут знаменосцы Ленинградского фронта. По Красной площади проходит сводный полк 1-го Прибалтийского фронта во главе с Баграмяном И. Х. Идёт сводный полк 3-го Белорусского фронта. Военный оркестр исполняет марш. Идёт подразделение танкистов. Рокоссовский и Жуков на трибуне мавзолея. Идёт сводный полк 2-го Белорусского фронта во главе с генерал-полковником Батовым. В парадном строю лётчики 2 Белорусского фронта. Сталин и Жуков на трибуне мавзолея. Генерал-полковник Чуйков во главе сводного полка 1-го Белорусского фронта. Лицо польского генерала. Войско Польское проносит боевые знамёна. Зрители на гостевой трибуне. Маршал Конев во главе сводного полка 1-го Украинского фронта. Сталин, Будённый на трибуне. Проходит сводный полк 1-го Белорусского фронта. Идёт сводный полк 4-го Украинского фронта во главе с генералом армии Ерёменко. Говоров, Рокоссовский, Василевский приветствуют войска с трибуны мавзолея. Идут сводный полк 2-го Украинского фронта во главе с маршалом Малиновским, представители кубанских казачьих частей. Молотов, Сталин, Ворошилов, Калинин на трибуне. Сводный полк 3-го Украинского фронта во главе с маршалом Толбухиным Ф. И.
5 часть
Идёт сводный полк Военно-морского флота во главе с адмиралом Фадеевым. Зрители аплодируют. По Красной площади несут трофейные немецкие знамёна. Солдаты Батальона трофейных знамён проходят мимо мавзолея, бросают их к подножию мавзолея. Сталин и Будённый на трибуне мавзолея. Генерал армии Антонов А. И. на боковой трибуне мавзолея среди военных. Немецкие знамёна у подножия мавзолея. Сталин на трибуне. Сводный полк Наркомата обороны вступает на площадь, открывая парад частей Московского гарнизона. Идут слушатели Военной академии имени Фрунзе. Маршалы Говоров, Рокоссовский, Малиновский, Василевский и Микоян приветствуют войска с мавзолея. Идут подразделения курсантов военных училищ, стрелковые части Московского гарнизона. Зрители на трибунах под зонтиками. Маршалы Говоров, Конев, Рокоссовский приветствуют войска. Идёт подразделение автоматчиков. Дети на трибунах аплодируют. Идут воспитанники суворовских училищ, Сталин, Буденный, Ворошилов на трибуне. Проходит подразделение минёров с собаками. На Красную площадь выезжает колонна кавалерии. Мимо зрителей на гостевых трибунах движутся колонны пулемётных тачанок.
6 часть
На площадь выезжают подразделения зенитных орудий и средств ПВО. Маршалы Говоров, Конев, Рокоссовский на мавзолее. Проезжают реактивные миномёты. Женщины и дети на одной их гостевых трибун. Маршалы Говоров, Рокоссовский, Малиновский, Василевский и Микоян приветствуют войска с трибуны. Общий вид минометной колонны мимо мавзолея, следом лёгкая артиллерия, артиллерия разных калибров. Лица зрителей. Движется тяжёлая артиллерия. Артиллерия выходит на мост через Москва-реку. Сталин и Буденный на трибуне. Мотоциклисты ждут команду, садятся на мотоциклы. Подразделение мотоциклистов выдвигается на Красную площадь. Лёгкие бронеавтомобили проезжают мимо мавзолея, на площадь выдвигаются грузовики с десантниками. Иностранные военные атташе наблюдают за парадом. Самоходные артиллерийские установки движутся по Красной площади. Ворошилов, Калинин, Сталин и Будённый на трибуне. Идут тяжёлые танки. Военные приветствуют танкистов. Бронетехника движется по мосту через Москва-реку. Сводный военный оркестр завершает парад.
Праздничный салют в ночном небе. Люди в свете прожекторов. Вид Московского Кремля во время салюта. Люди на Красной площади смотрят салют.

## История создания
На Парад Победы в Москву помимо операторов ЦСДФ съехались группы фронтовых кинооператоров разных студий СССР, они были расставлены на всех главных точках Красной площади и прилегающих зданиях, к каждому из допущенных к съёмкам был приставлен сотрудник госбезопасности. Съёмка велась на киноплёнку «Agfa», доставшуюся Советскому Союзу в качестве трофеев.

О том, что немецкие знамeна бросят к Мавзолею, никто из операторов заранее не знал. Объектив успел повернуть ассистент…
— Семён Школьников, «Родина» 2015

Парад снимали на немецкой цветной плёнке, которую обрабатывали в Берлине. Чтобы ускорить выпуск цветного варианта, монтаж и озвучивание было решено тоже перенести в Берлин.
— Михаил Посельский, «Киноведческие записки» № 72 2005
По словам участника — оператора Михаила Посельского, после того, как фильм был смонтирован, выяснилось, что большая часть ленты имеет брак по цвету. По этой причине весь материал перевели на чёрно-белую плёнку, а из фрагментов, которые подходили по качеству, смонтировали 19-минутный цветной фильм.
И. В. Сталин остался недоволен фильмом, не увидев двоих из десяти командующих фронтами — генералов армии И. Х. Баграмяна и А. И. Ерёменко. Чтобы исправить оплошность, было решено сделать досъёмки, не остановило даже то, что Баграмян со своим штабом находился в Риге, а Ерёменко и его штаб — в Кракове. Оператор Зиновий Фельдман срочно вылетел в Ригу, а Михаил Посельский в Краков. Чтобы скрыть отсутствующий ГУМ, генералов сняли на фоне красных знамён, сначала на цветную плёнку, потом на чёрно-белую. Вскоре чёрно-белый вариант фильма был выпущен на экраны, а через месяц и цветной.
Оригиналы кинодокументов, два варианта фильма «Парад Победы», хранятся в Российском государственном архиве кинофотодокументов (РГАКФД).
В 1984 году вновь была выпущена подсокращённая чёрно-белая версия — были удалены часть закадрового текста и наглядной агитации. Из выступления Г. К. Жукова были изъяты куски, прославляющие Верховного Главнокомандующего И. В. Сталина, а упоминание «партии Ленина-Сталина» сократили до «партии Ленина».
В 2004 году в РГАКФД восстановили цветную версию. В процессе была произведена очистка плёнки, также устранены механические повреждения. Реставрированное изображение было сконтратипировано на современную цветную плёнку.

## Съёмочная группа

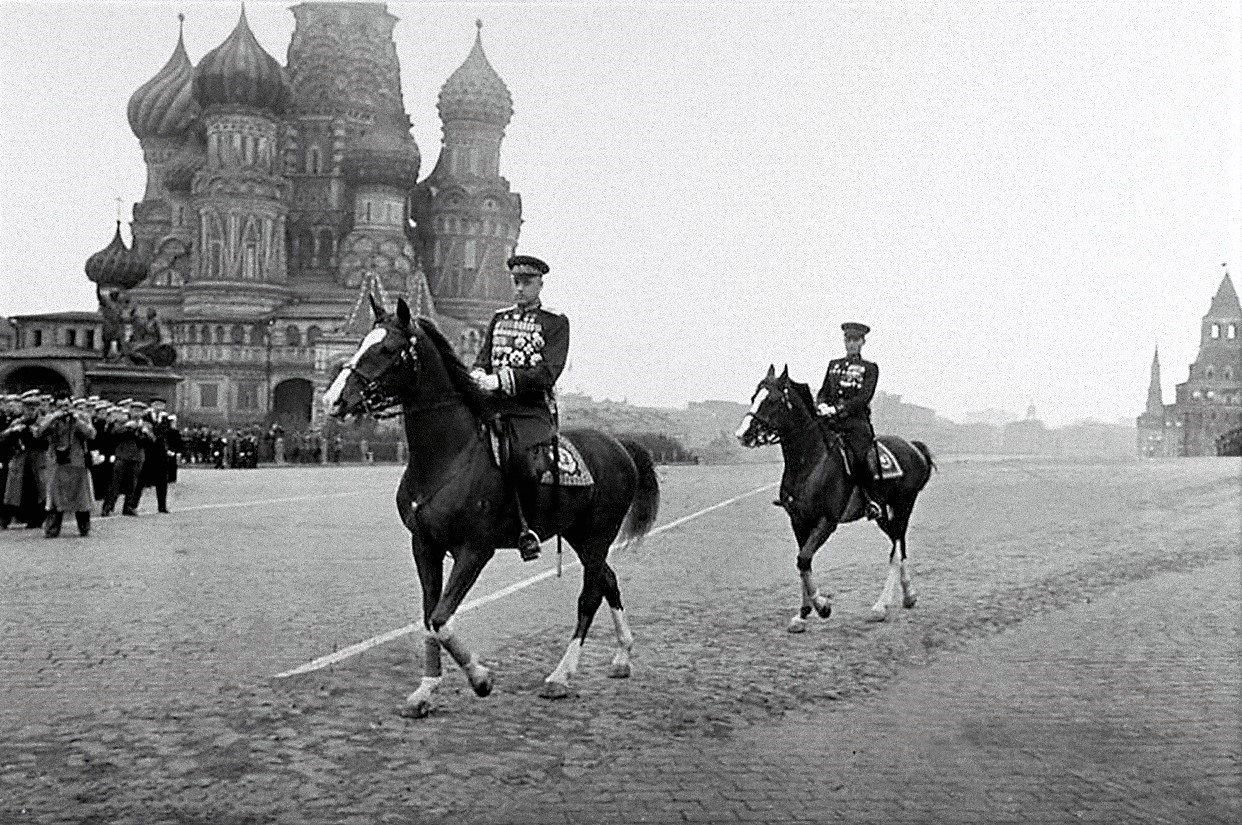
Маршал Советского Союза
К. К. Рокоссовский командует парадом
фото: Е. А. Халдей

Операторы
Евгений Андриканис
Маматкул Арабов
Илья Аронс
Василий Беляев
Иван Беляков
Яков Берлинер
Александр Брантман
Теодор Бунимович
Шалва Гегелашвили
Георгий Голубов
Григорий Гибер
А. Гинзбург
Михаил Глидер
Сергей Гусев
Виктор Доброницкий
Виктор Домбровский
Григорий Кобалов
Абрам Кричевский
Алексей Лебедев
Аркадий Левитан
Фёдор Леонтович
Ефим Лозовский
Николай Лыткин
Борис Макасеев
Владислав Микоша
Галина Монгловская
Юрий Монгловский
Евгений Мухин
Матвей Оцеп
Михаил Ошурков
Иван Панов
Михаил Посельский
А. Приезжев
Фёдор Проворов
Георгий Рейсгоф
Дмитрий Рымарев
Сергей Семёнов
Борис Соколов
Василий Соловьёв
Марк Трояновский
Ефим Учитель
Зиновий Фельдман
Рувим Халушаков
Марк Цирульников
Аркадий Шафран
Семён Шейнин
Борис Шер
Семён Школьников
Виктор Штатланд
Александр Щекутьев
Руководитель операторской группы — Василий Беляев
Режиссёры монтажа
Василий Беляев
 (чёрно-белая версия)
Ирина Венжер
 (чёрно-белая и цветная версии)
Иосиф Посельский
 (чёрно-белая и цветная версии)
Музыкальное оформление
Давид Блок
Семён Чернецкий
Звукооператоры
Игорь Гунгер
Виктор Котов
Виталий Нестеров
Текст
Владимир Агатов
Закадровый голос
Леонид Хмара
Начальник съёмочной группы
Виктор Иосилевич
Директора картины
Наум Битман, Маргарита Кафиева

## Факты
Полная оцифрованная версия парада была впервые показана 9 мая 2020 года на телеканале «Победа». Переозвучили её Игорь Кириллов и Дина Григорьева.